# Colonia los Álamos
Colonia los Álamos är en ort i Mexiko.   Den ligger i kommunen Tequila och delstaten Veracruz, i den sydöstra delen av landet, 240 km öster om huvudstaden Mexico City. Colonia los Álamos ligger 1 546 meter över havet och antalet invånare är 159.
Terrängen runt Colonia los Álamos är kuperad åt nordost, men åt sydväst är den bergig. Runt Colonia los Álamos är det ganska tätbefolkat, med 155 invånare per kvadratkilometer. Närmaste större samhälle är Córdoba, 19,2 km nordost om Colonia los Álamos. I omgivningarna runt Colonia los Álamos växer i huvudsak städsegrön lövskog.